# Биньяванга Вайнайна
Биньяванга Вайнайна (18 января 1971 — 21 мая 2019) — кенийский писатель, педагог и журналист, путешественник, лауреат премии Caine Prize for African Writing.

## Биография
Биньяванга Вайнайна родился в Накуру в провинции Рифт-Валли. Учился на экономическом факультете университета Транскей в Южной Африке.
Его первая книга, мемуары One Day I Will Write About This Place, был опубликован в 2011 году.

## Творчество
Получив диплом, Вайнайна в течение нескольких лет работал в Кейптауне в качестве внештатника и писателя-путешественника.
В июле 2002 года он получил премию за рассказ «Discovering Home», является основателем и главным редактором журнала Kwani?, одного из самых успешных и именитых литературных журналов Восточной Африки.
Сатирический очерк Вайнайна «Как писать об Африке?» привлек широкое внимание. В 2003 году он был удостоен премии the Kenya Publisher’s Association в знак признания его заслуг перед кенийской литературой. Он писал для The EastAfrican, National Geographic Traveler, The Sunday Times (Южная Африка), Granta, New York Times и The Guardian (Великобритания).
C 2007 году работал в Юнион-колледж (США). С 2008 года в Williams College, где преподавал, читал лекции и писал роман. Директор Центра африканской литературы Чинуа Ачебе при Бард-колледже.
Знал более 13000 рецептов африканских блюд, был экспертом по традиционной и современной африканской кухне.